# Nitre
El nitre o salnitre és la forma mineral del nitrat de potassi, un compost químic de fórmula KNO₃. És un mineral dins la classe dels nitrats que cristal·litza en un sistema ròmbic. A la natura es presenta en forma d'agregats aciculars, eflorescències i crostes. Es forma a partir de residus d'animals i microorganismes. És conegut des de temps ancestrals, sent nomenat així a partir del seu nom llatí,  nitrum , al seu torn provinent del grec antic,  nítron , un mot d'origen egipci.
S'utilitza principalment en la fabricació d'àcid nítric, àcid sulfúric i nitrat potàssic; a part és un agent oxidant i és usat en agricultura com a fertilitzant nitrogenat que pot reemplaçar la urea pel seu alt contingut en nitrogen. Es troba en forma d'eflorescències a moltes coves calcàries, a Catalunya en tenim l'exemple notable de les coves del Salnitre a Montserrat.
Altres usos són en la fabricació de dinamita, explosius, pirotècnia, medicina, vidres, fòsfors, gasos, sals de sodi, pigments, conservant d'aliments, esmalt per a terrisseria, etcètera.
Segons la classificació de Nickel-Strunz, el nitre pertany a «05.N - Nitrats sense OH o H₂O» juntament amb els següents minerals: nitratina, gwihabaïta i nitrobarita.

## Característiques químiques

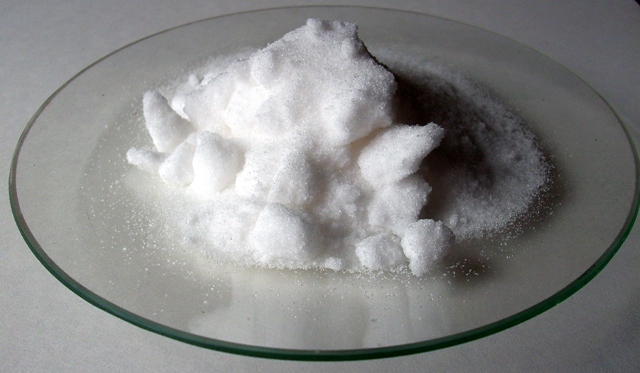
Nitre

És un nitrat de potassi anhidre natural.
És l'anàleg (amb potassi) de la nitratina (amb sodi).
A part dels elements de la seva fórmula, sol portar com a impureses: sodi i liti.

## Formació i jaciments
Apareix formant eflorescències superficials a les regions àrides, en coves o altres llocs secs i protegits.
També apareix en sòls rics en matèria orgànica, especialment després de la pluja durant l'època de calor -formant el salnitre-.
Sol trobar-se associat a altres minerals com: nitratina, nitrocalcita, nitromagnesita, epsomita, guix o calcita.

## Usos
En la seva manipulació s'ha de prendre precaucions, ja que és detonant en contacte amb substàncies combustibles.